# Guápiles
Guápiles är kommunhuvudort i Costa Rica.   De ligger i kantonen Cantón de Pococí och provinsen Limón, i den centrala delen av landet, 50 km nordost om huvudstaden San José. Guápiles ligger 245 meter över havet och antalet invånare är 19 092.
Terrängen runt Guápiles är kuperad söderut, men norrut är den platt. Terrängen runt Guápiles sluttar norrut. Runt Guápiles är det ganska tätbefolkat, med 75 invånare per kvadratkilometer. Guápiles är det största samhället i trakten. I omgivningarna runt Guápiles växer i huvudsak städsegrön lövskog.